# Panzerlied
Panzerlied (em português, "hino dos blindados") é uma canção militar alemã composta pelo primeiro-tenente da Wehrmacht Kurt Wiehle, em 25 de junho de 1933, enquanto este seguia rumo à cidade de Königsbrück.
Wiehle adaptou-a da canção "Luiska" ("Wohl über den Klippen") e escreveu uma letra mais apropriada ao Panzerwaffe. O hino deixou de ser utilizado pela Bundeswehr em 2017 e é utilizado pelo Exército austríaco, ademais a sua melodia também é usada na canção "Képi Blanc" da Legião Estrangeira Francesa e nas canções do Centro de Instrução de Blindados,  5º Batalhão de Engenharia de Construção e ainda pelo 26º Batalhão de Infantaria Paraquedista, todos do Exército Brasileiro.
O Exército do Chile usa como marcha da Infantaria mecanizada nos desfiles militares do Chile